# Silje Vesterbekkmo
Silje Vesterbekkmo (* 22. Juni 1983 in Mosjøen) ist eine norwegische ehemalige Fußballtorhüterin. Die Torfrau stand zuletzt 2017 beim norwegischen Erstliganeuling Grand Bodø IK unter Vertrag und spielte von 2013 bis 2015 gelegentlich für die norwegische Nationalmannschaft.

## Werdegang

### Vereine
Vesterbekkmo begann ihre Karriere bei Grand Bodø IK. 2001 wechselte sie zum Erstligisten Kolbotn IL. Nach nur einem Jahr wechselte sie zu  Røa IL und wurde 2004 norwegischer Meister. Mit Røa nahm sie am UEFA Women’s Cup 2005/06, scheiterte aber in der 1. Qualifikationsrunde an Valur Reykjavík. Als ihr Jugendverein 2006 in die Toppserien aufstieg, kehrte sie zu ihm zurück. Der Verein stieg aber sofort wieder ab und Vesterbekkmo wechselte zu IF Fløya. Sie kam aber nur 2008 zu Einsätzen. Von 2009 bis 2011 blieb sie ohne Einsatz. 2011 wechselte sie zu Medkila IL und nach deren Abstieg erneut zu Røa IL. Dort war sie bis zum Ende der Saison 2016 Stammtorhüterin. Dann wechselte sie zum Erstliganeuling Grand Bodø IK, wo sie 2017 aber nur zwei Spiele bestritt.

### Nationalmannschaften
2001 nahm sie mit der U-18-Mannschaft an der letzten U-18-EM teil, die in Norwegen stattfand, verlor aber im Finale gegen Deutschland mit 2:3. 2002 nahm sie an der U-19-EM teil, bei der Norwegen in der Gruppenphase ausschied. Danach stockte ihre internationale Karriere. Sie weigerte sich aber auch zeitweise für die Juniorinnenmannschaften zu spielen. So wollte sie im August 2005 nicht für die U-21-Nationalmannschaft spielen, was sie damit begründete, dass dieses niemanden etwas anginge, ob sie in der U-21-Nationalmannschaft spiele und andere Spielerinnen sie auch nicht in der Mannschaft haben wollten. Im April 2006 lehnte sie es ab für die A-Nationalmannschaft zu spielen, da sie es  bis dahin mehrmals erfolglos versucht hatte für die A-Mannschaft zu spielen, aber nie aufgestellt wurde. Sie begründete ihren Verzicht damit, dass sie nicht glaubte, Zeit für die A-Nationalmannschaft erübrigen zu können.
Erst 11 Jahre nach ihrem letzten Spiel für die U-19-Mannschaft kam sie am 6. April 2013 mit fast 30 Jahren zu ihrem ersten Einsatz in der norwegischen Nationalmannschaft der Frauen. Sie wurde dann auch für die EM 2013 nominiert, aber nicht eingesetzt. 2014 nahm sie am Algarve-Cup 2014 teil und kam dabei zu einem Einsatz. Ein Jahr später folgten zwei Einsätze beim Algarve-Cup 2015. Im Mai 2015 wurde sie auch für die WM 2015 nominiert. Als dritte Torhüterin blieb sie dort aber ohne Einsatz.